# Abacetus humilis
Abacetus humilis es una especie de escarabajo terrestre de la subfamilia Pterostichinae.  Fue descrito por Tschitscherine en 1903. 